# Multimedia Fusion 2
Multimedia Fusion 2は仏Clickteamが開発した2Dゲーム作成を得意とするマルチメディアオーサリングツール。対応言語で区別すると英語版とフランス語版そして日本語版、3種類の製品がある。日本の販売代理店が取り扱う製品はこの内の日本語版のみである。正式名称から頭文字だけを取り出し組み合わせた"MMF2"が、通称としては広く普及している。
MMFシリーズは英語版が海外ではすでに発売されていたが、日本では正規の販売取り扱いが無かった。またこれらは元来Unicodeに標準では対応できていない製品だったため、日本語環境で利用する際に文字の表示などに問題を残していた。2009年12月から日本販売代理店として株式会社DEGICAが"MMF2日本語版"の取り扱いを開始したが、これは単に英語版を日本語ローカライズした製品ではなく、Unicodeに対応していない英語版MMF2を元に標準でUnicode対応が施された日本語版であり、先行して海外で販売されていた英語版・フランス語版MMF2とは別製品として扱われておりファイルの互換性も不完全である。2012年から日本語版MMF2は株式会社サイバーフロントも販売取り扱いを開始。
ユニコードパッチを別途購入することで英語版MMF2でもユニコードには対応可能だが、GPU（ビデオカードなど）によるグラフィックス描画支援機能であるHWA（ハードウェアアクセラレーション）がユニコードには非対応で、ユニコード版はCPUを使ったソフトウェア描画（スタンダード）しか選択できないため、英語版・フランス語版MMF2との機能比較ではグラフィックス描画機能等が格段に劣っている。

## 概要
プログラミングのいらないゲーム作成ツールである。アクション、シューティング、RPG、スポーツ、パズル、アドベンチャーなど、多くのジャンルのゲームを作ることができる。
主な手順は、ストーリーボードエディタでアプリケーションにフレームを追加し、フレームエディタでフレームにオブジェクトを配置し、イベントエディタでそのオブジェクトに対するイベントを設定する。

## エディタ

### ストーリーボードエディタ
ストーリーボードエディタで、フレームの作成・編集を行う。フレームとは、アプリケーションに含まれる個々の画面のことである。例えば、「タイトル画面」「ゲーム画面」「ハイスコアテーブル」などが、フレームとなる。

### フレームエディタ
フレームエディタで、アプリケーションのフレームの内容を編集する。フレームにはオブジェクトが配置できる。オブジェクトとは、フレームに含まれる項目のことである。例えば、ボール、プレイヤーキャラクターのアクティブオブジェクトなどがある。

### ピクチャ／アニメーションエディタ
ピクチャエディタで、背景オブジェクトやその他画像を持つオブジェクトの内容を編集することができる。
アニメーションエディタで、アクティブオブジェクトのアニメーションを編集することができる。

### イベントエディタ
イベントエディタで、フレーム内のオブジェクトに動きを与えるイベントを表形式で作成、編集する。イベントとは、1つ以上の条件と、1つ以上のアクションの組み合わせである。

### イベントリストエディタ
イベントリストエディタは、イベントをリストとして表示する。